# Rafał Sikora
Rafał Sikora (né le 17 février 1987 à Mielec) est un athlète polonais, spécialiste de marche.

Il participe aux Jeux olympiques de 2012. Il termine 3e des Championnats du monde par équipes 2018.